# (33786) 1999 RJ196
1999 أر جاي 196 (ويعرف أيضًا باسم (33786) 1999 أر جاي 196 وفق تسمية الكوكب الصغير) (بالإنجليزية: 1999 RJ196)‏ هو كويكب ضمن حزام الكويكبات؛ وترتيبه 33786 من حيث الاكتشاف.
اكتُشف هذا الجُرم الفلكي بواسطة بحث لنكولن عن الكويكبات القريبة من الأرض في 8 سبتمبر 1999.

## وصلات خارجية
- (33786) 1999 RJ196 في قاعدة بيانات مختبر الدفع النفاث لأجرام النظام الشمسي الصغيرة

- الاكتشاف · مخطط المدار ·  العناصر المدارية · المعلمات المادية

- (33786) 1999 RJ196 على موقع ويكي سكاي: DSS2, SDSS, GALEX, IRAS, Hydrogen α, X-Ray, Astrophoto, Sky Map, Articles and images